# Diana Conti
Diana Beatriz Conti (Buenos Aires, 29 de marzo de 1956-Buenos Aires, 8 de marzo de 2024) fue una abogada, especialista en derecho penal, psicóloga social y política argentina. Fue senadora nacional y miembro de la Cámara de Diputados de la Nación, finalizando su mandato el 9 de diciembre de 2017.

## Biografía

### Primeros años y formación académica
Diana Conti fue hija de Horacio Conti, un viajante, y de Martha Bascuas, una ama de casa que luego comenzó a trabajar como maestra. Bascuas tenía 17 años cuando dio a luz a Diana y la pequeña pasó sus primeros años en la casa de sus abuelos. El 16 de diciembre de 1980, Conti obtuvo su título de abogada penalista por la Universidad de Buenos Aires. Después continuó estudiando, mientras trabajaba al mismo tiempo. En 1981 trabajó en su propio bufete, y en 1982 se unió al equipo de asistencia social para presos en Ravignaggi-Garriga, y al departamento de asistencia judicial del Centro de Estudios Legales y Sociales (CELS). Mientras tanto, en el ámbito político, formó parte activa del Partido Comunista Revolucionario durante muchos años. En 1983, fue nombrada presidenta de una empresa llamada Corsetti SA, un trabajo al que renunció en 1985.
Participó del curso de Entrenamiento de Derecho Internacional de los Derechos Humanos, organizado por la Academia de Derecho Internacional (La Haya, 1991) y del curso Interdisciplinario en Derechos Humanos, realizado por el Instituto Interamericano de Derechos Humanos (San José, 1992).
Fue profesora adjunta interina en la cátedra de Elementos de Derecho Penal y Procesal Penal en la Facultad de Derecho y Ciencias Sociales de la UBA, entre marzo y agosto de 1987. Más tarde fue ayudante de primera en la cátedra de Derecho Penal II.

### Trayectoria en el poder Judicial
También fue miembro del equipo de asistencia jurídica en casos contradictorios desde 1982 hasta 1985, y ayudante pública en problemas juveniles desde 1984 hasta 1985. El 10 de septiembre de 1985, formó parte de un consejo consultivo en materia de derechos humanos en la Argentina. 
En 1985 se graduó de psicóloga social. Conti buscó el cargo de secretaria de la cámara penal de primera y segunda instancia en 1985 y en junio de 1989, perdiendo las votaciones en ambas ocasiones por escaso margen. En 1986, se convirtió en secretaria nacional de primera instancia, en el juzgado correccional y penal de primera instancia. Trabajó allí hasta el 31 de enero de 1989. Fue un miembro fundador de la comisión de organización de la participación ciudadana de la justicia correccional, y desde el 1 de febrero de 1989, fue secretaria de la sala de apelaciones nacional, tarea que ocupó hasta 1 de abril de 1991.
Conti se convirtió en ayudante del ministro de Justicia en 1991. Ocupó varios puestos administrativos en Buenos Aires hasta 1994, cuando se marchó a Santa Fe, para trabajar como ayudante legal de Eugenio Raúl Zaffaroni durante un mes. Consiguió un trabajo el 16 de marzo de ese año como secretaria del departamento de derecho penal y criminología de la Universidad de Buenos Aires, por lo que decidió renunciar a su trabajo en Santa Fe después de solo un mes trabajando allí, debido a la carga que le resultaba viajar de Buenos Aires a Santa Fe.
Participó del Consejo de la Magistratura, desde 2007 hasta 2010; presidió la Comisión de Disciplina y Acusación.

### Frepaso
En 1997 fue elegida diputada por la provincia de Buenos Aires en la boleta que encabezó Graciela Fernández Meijide. Poco después de asumir, acompañó con su firma un proyecto elaborado por Antonio Cafiero y por el socialista Alfredo Bravo que proponía anular las leyes de Obediencia Debida y Punto Final, una iniciativa que fue rechazada por la conducción de la Alianza y que generó una de las primeras crisis internas de la coalición. Dos años después Conti asumió como subsecretaria de derechos humanos, cargo al que asumió con el respaldo de los organismos de derechos humanos, el 12 de diciembre de 1999, en la presidencia de Fernando de la Rúa, tras lo cual abandonó su trabajo en la Universidad de Buenos Aires. 
El 26 de diciembre de 2001, renunció a ese puesto con la intención de convertirse en subsecretaria de Reforma Institucional y Fortalecimiento de la Democracia, cargo al que accedió el 23 de enero de 2002. Sin embargo, Conti tuvo que dimitir de su nuevo cargo el 2 de julio, cuando asumió el cargo de senadora nacional por la Alianza para el Trabajo, la Justicia y la Educación en representación de la provincia de Buenos Aires para completar el mandato de Raúl Alfonsín, ya que había ocupado el segundo lugar de su lista en las elecciones de 2001. Fue senadora desde el 3 de julio de 2002 hasta el 10 de diciembre de 2005. Como senadora, fue conocida por su defensa de causas relacionadas con los derechos humanos.

### Frente para la Victoria
Durante la presidencia de Néstor Kirchner se unió al bloque del Frente para la Victoria en el Senado.
En diciembre de 2005, fue elegida diputada por la provincia de Buenos Aires por el Frente para la Victoria. Durante abril de 2006, regresó a los primeros planos cuando comenzó una campaña en favor de penas más severas a los culpables de acoso sexual en el trabajo, independientemente de su género sexual. 
Fue reelegida en las elecciones legislativas de Argentina de 2009. Acompañó la sanción de las leyes de Matrimonio igualitario e Identidad de género.
Durante 2012, y junto a otras diputadas, obtuvo atención en el recurso de amparo presentado contra el Grupo Clarín por discriminación debido a una nota publicada en el Diario Clarín, la jueza Ana Inés Sotomayor encontró que el texto denota «un contenido tendiente a la discriminación y violencia psicológica, sexual y simbólica contra la mujer, difundiendo una imagen estereotipada que atenta contra su libertad reproductiva». El 26 de abril de 2018 manifestó su posición a favor del aborto manifestando lo siguiente: «Reconocer la autonomía de las mujeres genera voces altisonantes« y «Es muy molesto para todos que se trate de generar una brecha entre quienes están en contra de despenalizar el aborto, como que son ‘protectores de la vida’, y quienes militamos la legalización, como si estuviéramos en contra», Al respecto afirmó: «estamos ante una incriminación penal que no evita ni previene los perjuicios que busca prevenir, y para peor, produce daños mayores».
Como diputada nacional durante el curso 2012, presentó proyectos de ley:
- Modificación del Código Penal sobre delitos contra personas mayores de 70 o menores de 16 años de edad[10] y sobre comisión de delito por violencia de género.[11]
- Régimen de libre acceso a la información pública[12]
- Derogación de la Ley 16869 de depósitos judiciales y modificación de las leyes 20785 y 21799, por lo cual los depósitos judiciales de los Tribunales Nacionales y Federales deben pasar a efectuarse en el Banco de la Nación Argentina[13][14]
- Modificación del artículo 86 del Código Penal sobre despenalización del aborto en caso de violación o inviabilidad de vida extrauterina del feto.[15]
- Derogación del artículo 132 del Código Penal, sobre avenimiento.[16]

En 2005, fue acusada y sobreseída.
Durante su paso por el congreso llegó a presidir las siguientes comisiones de la Cámara de Diputados de la Nación Argentina: Juicio Político, Asuntos Constitucionales, Presupuesto y Hacienda, Previsión y Seguridad Social, Energía y Combustibles

Participó del debate parlamentario, de la reforma del Código Civil y Comercial de la Nación, donde expreso: «El código que reformamos tenía más de 100 años y necesitábamos una adaptación a los nuevos tiempos, a las autonomías personales y a las realidades de Argentina y América Latina», «Necesitábamos normas para los tiempos que vivimos. Una de la cosas más positivas que logramos en el texto que consensuamos es la agilización de las adopciones, lo que era un largo reclamo de la sociedad», sostuvo.
En las elecciones legislativas de 2013 fue reelegida para el período 2013-2017, al integrar la lista del Frente para la Victoria que obtuvo el segundo lugar con el 32,33 % de los votos. Durante ese año en su carácter de presidenta de la comisión de Asuntos Constitucionales llevó adelante el proyecto que reguló las responsabilidades del estado ante demandas judiciales y los 6 proyectos de democratización de la Justicia. Por otra parte, en conjunto con organizaciones de derechos humanos presentó una readecuación a la ley antidiscriminatoria.
Otros proyectos presentados durante 2013:
- Ley Nacional de Colombofilia
- Derogación de la ley 24270
- Criterios de oportunidad en el proceso penal.
- Proyecto de prohibición de castigo corporal a niñas, niños y adolescentes
- Uso del isologotipo "Las Malvinas son argentinas"

En 2014 entre los proyectos que presentó se destacan:
- El Régimen Reparatorio para Víctimas de Violencia Institucional por motivos de Identidad de Género.
- El Proyecto para otorgar jerarquía constitucional a la Convención Interamericana para Prevenir, Sancionar y Erradicar la Violencia contra la Mujer - "Convención de Belem do Pará", aprobada por la Asamblea General de la Organización de Estados Americanos en su vigésimo cuarto período ordinario de sesiones, Brasil, y aprobada por Ley 24632.
- El proyecto para instituir el Régimen de Promoción de los Clubes de Barrio y de Pueblo destinado a generar mayor inclusión social e integración colectiva a través de la promoción, fortalecimiento y desarrollo de dichas instituciones sociales.
- El proyecto de Mediación obligatoria frente a los Conflictos Sociales.
- La ley Nacional de Prevención de la Ludopatía.
- Ley de Acceso a la Información Pública.
- Modificación del Artículo 86 del Código Penal (aborto no punible).
- Modificaciones al Régimen legal de Estupefacientes (Ley 23737). Despenalización de la tenencia de drogas para uso personal.
- Agravante por violencia de género. (Modificación al Código Penal)
- Creación de la Defensoría de la Equidad de Género.
- Establecer Penas para el acoso sexual en las relaciones laborales y académicas.
- Incorporación de la Figura del Infanticidio.

En 2015 se destacan los proyectos:
- Protección integral para prevenir, erradicar y sancionar violencia contra la mujer.
- Régimen extraordinario de licencia laboral por enfermedad terminal o accidente grave inculpable de familiar a cargo.
- Reforma al Código Penal, Modificación del artículo 84 e incorporación de los delitos viales.
- Modificación del artículo 20 del Código Penal sobre inhabilitación especial.

A principios de 2016, representó un proyecto sobre despenalización del uso terapéutico del cannabis (Lo había presentado durante su mandato como senadora nacional), logrando una fuerte adhesión de diferentes bloques políticos y el comienzo del tratamiento del proyecto en comisiones de la Cámara de Diputados de la Nación. Por otra parte también presentó un proyecto sobre Promoción de Estrategias Sanitarias de Reducción de Riesgos y Daños, remarcando que el consumo de drogas es un problema social y de salud, no un asunto de la Justicia Criminal. Además presentó un proyecto de creación de la Oficina Anticorrupción en el ámbito del poder Legislativo de la Nación remarcando la necesidad de que esta oficina funcione fuera de la órbita del Poder Ejecutivo Nacional.
En 2016 junto con otros diputados denunció judicialmente a Mauricio Macri, Alfonso Prat Gay y Federico Sturzenegger por presunta «administración infiel en perjuicio del Estado» debido a la «elevada emisión» de Lebacs, la causa recayó en el juzgado 3 a cargo de Daniel Rafecas. Ese mismo año presentó su proyecto para despenalizar la marihuana únicamente con fines médicos para permitir el consumo, la tenencia y la producción de la planta en todas sus variedades, compuestos y activos tanto para fines terapéuticos como para la investigación cuando el objetivo sea el control de los síntomas y para cuidados paliativos. Dos semanas después presentó un proyecto para incorporar el acoso callejero a la Ley de Protección Integral para Prevenir Sancionar y Erradicar la Violencia contra las Mujeres, incorporando mecanismos, procedimiento y sanciones frente a las distintas manifestaciones de violencia de género. El proyecto de Conti también aspira a incorporar este tipo de violencia en los contenidos mínimos curriculares de la perspectiva de género, e insta a las fuerzas policiales y de seguridad a actuar en protección de las mujeres víctimas de violencia en el hogar. También fue autora para despenalizar el compuesto químico tetrahidrocannabinol de la marihuana para uso terapéutico para los pacientes de distintas afecciones puedan usar la planta y sus derivados para mitigar el dolor, entre otros efectos. También, que se pueda investigar. La iniciativa propone modificar el artículo 29 de la Ley nacional de estupefacientes para permitir el consumo, la tenencia y la producción de la planta en todas sus variedades, compuestos y activos tanto para fines terapéuticos como para la investigación de su posible eficacia en este sentido, para el control de síntomas y para cuidados paliativos.
En 2017 fue designada por el congreso en el Comité Nacional de Prevención de la tortura y otros tratos o penas crueles e inhumanos, un ente autónomo encargado de supervisar los sitios de detención dentro del país.

### Muerte
Falleció el 8 de marzo de 2024 a los 67 años. Estaba internada en la Clínica Zabala de la ciudad de Buenos Aires con un cuadro de neumonía y en los últimos años batalló contra un cáncer.